# CAPM
U poslovnim (korporativnim) financijama, CAPM (eng. Capital Asset Pricing Model) je model procjenjivanja kapitalne imovine, odnosno teoretski model pomoću kojeg investitori mogu procjeniti trošak obične glavnice (eng. Cost of Equity) za vrijednosnice, poput dionica.  
Prema CAPM-u cijena dionice je određena tako što reflektira premiju rizika, a sama premija rizika je proporcionalna beta koeficijentu dionice.  
Očekivana premija rizika = beta × tržišna premija rizika  

## Beta
U teoriji poslovnih (korporativnih) financija ovaj se model oslanja na pretpostavku kako svi ulagači drže dobro diverzificirani portfelj. Iz tog razloga, kada ulagači dodaju neku dionicu u svoj portfelj, ona u taj portfelj donosi sa sobom rizik kojeg nazivamo tržišnim rizikom.
Općenito ukupni rizik svake dionice se sastoji od: tržišnog rizika i specifičnog rizika. 
Tržišni rizik je moguće izmjeriti tako da se sazna koliko je dionica osjetljiva na tržišna kretanja, odnosno potrebno je znati za koliko će se % cijena dionice promijeniti, ako se relevantni tržišni indeksi (u SAD-u bi to bio S&P 500, dok bi u Hrvatskoj to bio CROBEX) pomaknu za 1%. Upravo taj pokazatelj nazivamo betom.